# Mala Ilovîțea, Șumsk
Mala Ilovîțea (în ucraineană Мала Іловиця) este un sat în comuna Velîka Ilovîțea din raionul Șumsk, regiunea Ternopil, Ucraina.

## Demografie
Componența lingvistică a localității Mala Ilovîțea
     Ucraineană (99,58%)
     Alte limbi (0,42%)
Conform recensământului din 2001, majoritatea populației localității Mala Ilovîțea era vorbitoare de ucraineană (99,58%), existând în minoritate și vorbitori de alte limbi.